# Maison de Gavala
La maison de Gavala est une demeure historique qui se situe dans la ville de Rostov-sur-le-Don en Russie, construite vers la fin du XIXe siècle, rue Pouchkine. le bâtiment de nos jours a un statut d'édifice du patrimoine culturel à dimension régionale sous le numéro 6130164000,.

## Histoire
Le membre de la société de la bourse russe Nikolaï Antonovitch Gavala, d'origine grecque pontique, était le premier propriétaire de la maison. Selon des documents de 1913, la maison était aussi la propriété de son épouse, Maria Gueorguievna Gavala. La famille a quitté Rostov-sur-le-Don pendant la guerre civile russe. Après l'arrivée des bolchéviques, la maison a été nationalisée et a été aménagée en logement municipal. Plus tard, la maison a été restaurée à plusieurs reprises.

## Architecture
La maison à un étage est située rue Pouchkine. Comme dans de nombreuses autres demeures résidentielles de la fin du XIXe siècle, des éléments de styles différents ont été combinés dans son architecture. Sur les côtés, il y a deux arcs.  L'entrée principale est à gauche du bâtiment et l'entrée de la cour est à droite. Sur le grillage en fer forgé des portes d'entrée, on trouve les lettres « Н » et « Г », ces lettres en cyrillique indiquent les initiales du premier propriétaire.